# Паприковац
Паприковац је једна од бањалучких мјесних заједница.

## Географија
Налази се изнад западног транзита. У овом насељу налази се један од највећих клиничких центара у Републици Српској. Паприковац је смјештен између мјесних заједница Петрићевац, Нова Варош и Лауш. У овом насељу налази се једна од првих школа за глувонијему дјецу у Републици Српској, БиХ. Насеље Паприковац у својој стамбеној градњи посједује неколико зграда, углавном груписаних у стамбена насеља под именима "Насеље сунца" и Насеље Мјесец" а већина су стамбене куће различитих облика. Са Видиковца пружа се поглед на Бањалуку.

### Насеље Сунца[1]
Насеље Сунца је смјештено на простору између улица Др Јована Рашковића, Максима Горког и Кола српских сестара. Изграђено је током осамдесетих година XX вијека према пројекту архитекте Дарка Хрстића. Назив је добило по боји зидова зграда урађених доминантно у жутој фасадној опеци, али и по томе што су сама оријентација и принципи пројектовања насеља омогућили продор сунчеве свјетлости у станове и на зелене површине у насељу. 
Изградња и развој насеља Сунца били су дио ширег националног програма изградње станова за радничку популацију у доба СФРЈ, а урбанистички план насеља акценат ставља на равнотежу између густине насељености и квалитета живота, с тим да су зграде тако распоређене да подстичу интеракцију становника. Зелене површине и пјешачке зоне су саставни дио концепта и постоји тежња отворености насеља према природи.
Зграде су грађене префабрикованим елементима и са модуларним распоредима. Овдје су примијењене идеје Баухауса да архитектура служи заједници и социјалистички идеали заједничког добра и једнакости.

Током периода XXI вијека изграђено је још стамбено-пословних објеката на простору насеља, а који су у потпуном контрасту са његовим првобитним концептом. Првобитно изграђени дио је углавном остао какав је био, док се при изградњи нових објеката стари концепт више не примјењује.